# بوشيني بنفسجي
بوشيني بنفسجي (الاسم العلمي: Puccinia violae) هو نوع من الفطريات يتبع جنس البوشيني من فصيلة البوشينية.